# Шарипова, Гульчачак Табрисовна
Гульчачак Табрисовна Шари́пова (род. 28 апреля 1958) — театральная актриса, народная артистка Республики Башкортостан (2008).

## Биография
Шарипова Гульчачак Табрисовна родилась в деревне Кинзекеево, Ишимбайского района РБ в 1958 году. В 1986 г. окончила техникум культуры в г. Стерлитамаке. С 1989 года работает в труппе Салаватского государственного башкирского драматического театра.
Вся творческая жизнь актрисы связана с Салаватским башкирским драматическим театром. Гульчачак Табрисовна — поющая актриса лирического жанра, яркого народного колорита, выраженного мелодраматического темперамента.

## Роли в спектаклях
- Шаура — «Шауракай» (М.Бурангулов)
- Райса — «Оставайтесь солнцем» (А.Папаян)
- Зумара — «Во имя любви» (Р.Байбулатов)
- Кунсулу — « Таштугай» (Ф.Буляков)
- Галиябану — «Галиябану» (М.Файзи)
- Сарвар — «Башмачки» (Х.Ибрагимов)
- Абби — «Любовь под вязами» (Ю. О. Нил)
- Насима — «Близнецы» (А.Атнабаев)[3]
- Суфия — «Бабий бунт» (М.Багаев)
- Роза — «Заноза» (Ф.Буляков)
- Сажида — «Прощание» (Т.Миннуллин)
- Рода — «Дальше — тишина» (В.Дельмар)
- Зульхиза — «У обрыва» (Н.Гаитбаев)
- Лилия — «Забавные истории» (Р.Фатыхов, И.Ихсанов)
- Райля — «Цветок прощания — герань» (Ф.Буляков)
- Алтынай — «И имя ей женщина» (З.Атнабаева)
- Монолог — «У войны не женское лицо» (С.Алексеевич)
- Зулейха — «Не покидай меня, надежда» (Х.Иргалин)
- Мария — «Салават» (М.Карим)
- Хадиса — «Убью и уйду» (Н.Гаитбаев)
- Зарифа — «Ушло моё белое лето» (Л.Станкова)
- Люция — «Апрель в Париже» (Л.Станкова)
- Суфия — «Бабий бунт» (М.Багаев,2004)
- Айсылу — «Зайтунгуль» (Н.Асанбаев,2005).
- Сурия — «Вот так случилось» (Т.Миннуллин,2006).
- Сажида — «Он, Она и Я» (З.Хаким,2007г).
- Снежная королева — «Путешествие на планету Мультляндия» (Я.Шарипов,2007)
- Сагида — «Он вернулся» (А.Атнабаев,2009г).
- Мать — «Мамуля» (С.Белов,2009г).
- Зарифа — «Бес в ребро» (М.Багаев,2010г).
- Хариза — «Вишнёвая гора» (Н.Асанбаев,2011 г.).

## Награды и премии
- Народная артистка Республики Башкортостан (2008).
- Заслуженная артистка Республики Башкортостан (1999).
- Лауреат I-й премии Международного конкурса имени Ильгама Шакирова «Татарская песня» (1993).
- В 1993 году Шарипова Г. Т. стала лауреатом и обладательницей 1-й премии в конкурсе имени Ильгама Шакирова «Татарская песня — 1993».
- В 1995 году на Фестивале «Песня Дружбы» (г. Нефтекамск) Г.Шариповой было завоёвано первое место.